# Schizophyxia lukensi
Espèce
Synonymes
- Schizomus lukensi Rowland, 1973
- Stenochrus lukensi (Rowland, 1973)

Schizophyxia lukensi est une espèce de schizomides de la famille des Hubbardiidae.

## Distribution
Cette espèce est endémique du Tamaulipas au Mexique,. Elle se rencontre dans les grottes Cueva del Agua et Cueva de la Virgen de Guadalupe dans la Sierra de Tamaulipas.

## Description
Le mâle holotype mesure 4,2 mm et la femelle paratype 4,7 mm.

## Étymologie
Cette espèce est nommée en l'honneur de Loren Lukens.

## Publication originale
- Rowland, 1973 : Three new Schizomida of the genus Schizomus from Mexican caves. Bulletin of the Association for Mexican Cave Studies, no 5, p. 135-140.